# 5. Revisionssenat des Bundesverwaltungsgerichts
Der 5. Revisionssenat ist ein Spruchkörper des Bundesverwaltungsgerichts. Er ist einer von elf Revisionssenaten, die beim Bundesverwaltungsgericht gebildet wurden.

## Zuständigkeit
Der Senat ist im Geschäftsjahr 2024 zuständig für Sachen aus den Gebieten
1. des Fürsorgerechts,
2. der Kriegsopferfürsorge,
3. des Schwerbehindertenrechts einschließlich der Ersatzansprüche nach dem Allgemeinen Gleichbehandlungsgesetz und dem Soldaten-Gleichbehandlungsgesetz bei Diskriminierung wegen einer Behinderung,
4. des Mutterschutzrechts,
5. des Jugendhilfe- und Jugendschutzrechts, ausgenommen das Jugendmedienschutzrecht (6. Revisionssenat Nr. 6),
6. der Ausbildungs-, Graduierten- und Berufsbildungsförderung,
7. des Rechts der Förderung des Wohnungsbaues, des sonstigen Wohnungsrechts einschließlich des Wohngeldrechts sowie des Mietpreisrechts,
8. des Heimkehrer- und Kriegsgefangenenentschädigungsrechts,
9. des Unterhaltsvorschussgesetzes,
10. des Entschädigungsrechts nach Art. 8 des Gesetzes über den Rechtsschutz bei überlangen Gerichtsverfahren und strafrechtlichen Ermittlungsverfahren,
11. des Rechts des öffentlichen Dienstes und des Dienstrechts der Soldaten sowie des Rechts der Wehrpflichtigen und der Zivildienstpflichtigen hinsichtlich:

a. der Aufwandsentschädigungen,
b. des Reisekosten-, Umzugskosten- und Trennungsgeldrechts sowie
c. der Beihilfe sowie der Kassenleistungen, der Heilfürsorge und der truppenärztlichen Versorgung,
12. des Personalvertretungsrechts und des Richtervertretungsrechts,
13. des Gleichstellungsrechts, insbesondere der Gleichstellungsgesetze des Bundes und der Länder,
14. des Conterganstiftungsrechts.

## Besetzung
Der Senat ist mit folgenden fünf Berufsrichtern besetzt:
- Vorsitzender: Rainer Störmer
- Stellvertretender Vorsitzender: Heidi Stengelhofen-Weiß
- Beisitzer: Katharina Harms, Hans-Jörg Holtbrügge, Damian-Markus Preisner

## Vorsitzende
| Nr. | Name (Lebensdaten)                     | Beginn der Amtszeit | Ende der Amtszeit  |
| --- | -------------------------------------- | ------------------- | ------------------ |
| 1   | Ernst Knoll (1889–1965)                | 13. April 1953      | 31. August 1954    |
| 2   | Harry von Rosen-von Hoewel (1904–2003) | 29. April 1955      | 31. Juli 1956      |
| 3   | Werner Elsner (1899–1977)              | 24. August 1956     | 30. April 1967     |
| 4   | Eugen Hering (1906–1997)               | 2. Mai 1967         | 31. März 1974      |
| 5   | Hugo Kellner (1914–1993)               | 8. Mai 1974         | 30. September 1981 |
| 6   | Günter Zehner (1923–2002)              | 5. Oktober 1981     | 31. August 1990    |
| 7   | Ingeborg Franke (1935–2023)            | 1. September 1990   | April 1993         |
| 8   | Dieter Hömig (1938–2016)               | 29. April 1993      | 13. Oktober 1995   |
| 9   | Horst Säcker (1941–2015)               | 19. Januar 1996     | 30. November 2006  |
| 10  | Michael Hund (* 1946)                  | 8. Januar 2007      | 31. Oktober 2011   |
| 11  | Jürgen Vormeier (* 1954)               | 11. November 2011   | 30. September 2019 |
| 12  | Rainer Störmer (* 1961)                | 13. November 2019   |                    |